# Voci di rugiada
Voci di rugiada è un cortometraggio del 2009 diretto da Marco De Angelis e Antonio Di Trapani.

## Trama
Un viandante giapponese si è isolato dal mondo per vivere di meditazione a contatto con la natura, vagando nei boschi. Un giorno incontra una coppia di giovani amanti che si offrono di accompagnarlo fino al vicino villaggio.
Gli narrano la storia di una ragazza, che il padre ha fatto trasferire per impedirle di amare un ragazzo di umili origini. Consolata dalla sorella, attende invano di essere raggiunta dal suo amato, che per mille notti lascia una verga davanti alla porta della sua casa chiedendole di farlo entrare.

## Produzione
È stato prodotto dal Dipartimento Comunicazione e Spettacolo dell'Università degli Studi Roma Tre.
Le riprese esterne sono state effettuare sul Monte Livata, situato nei pressi di Subiaco in provincia di Roma.

## Distribuzione
Nel 2009 è stato selezionato dall'Arcipelago Film Festival.
Fuori orario lo ha trasmesso in prima visione TV il 9 gennaio 2012.